# سفارة البوسنة والهرسك في اليابان
سفارة البوسنة والهرسك في اليابان هي أرفع تمثيل دبلوماسي لدولة البوسنة والهرسك لدى اليابان. تقع السفارة في وهي تهدف لتعزيز المصالح البوسنية في اليابان.

## وصلات خارجية
- قائمة سفارات البوسنة والهرسك
- قائمة السفارات في اليابان